# Sherkot
Sherkot is een stad en gemeente in het district Bijnor van de Indiase staat Uttar Pradesh. De plaats is gelegen aan de rivier de Khoh.

## Demografie
Volgens de Indiase volkstelling van 2001 wonen er 52.870 mensen in Sherkot, waarvan 53% mannelijk en 47% vrouwelijk is. De plaats heeft een alfabetiseringsgraad van 47%.